# دريجة طويلة الأصابع
دريجة طويلة الأصابع (الاسم العلمي: Calidris subminuta) (بالإنجليزية: Long-toed Stint)‏ هو نوع من الطيور يتبع جنس الدريجة من فصيلة دجاج الارض.